# River Edge

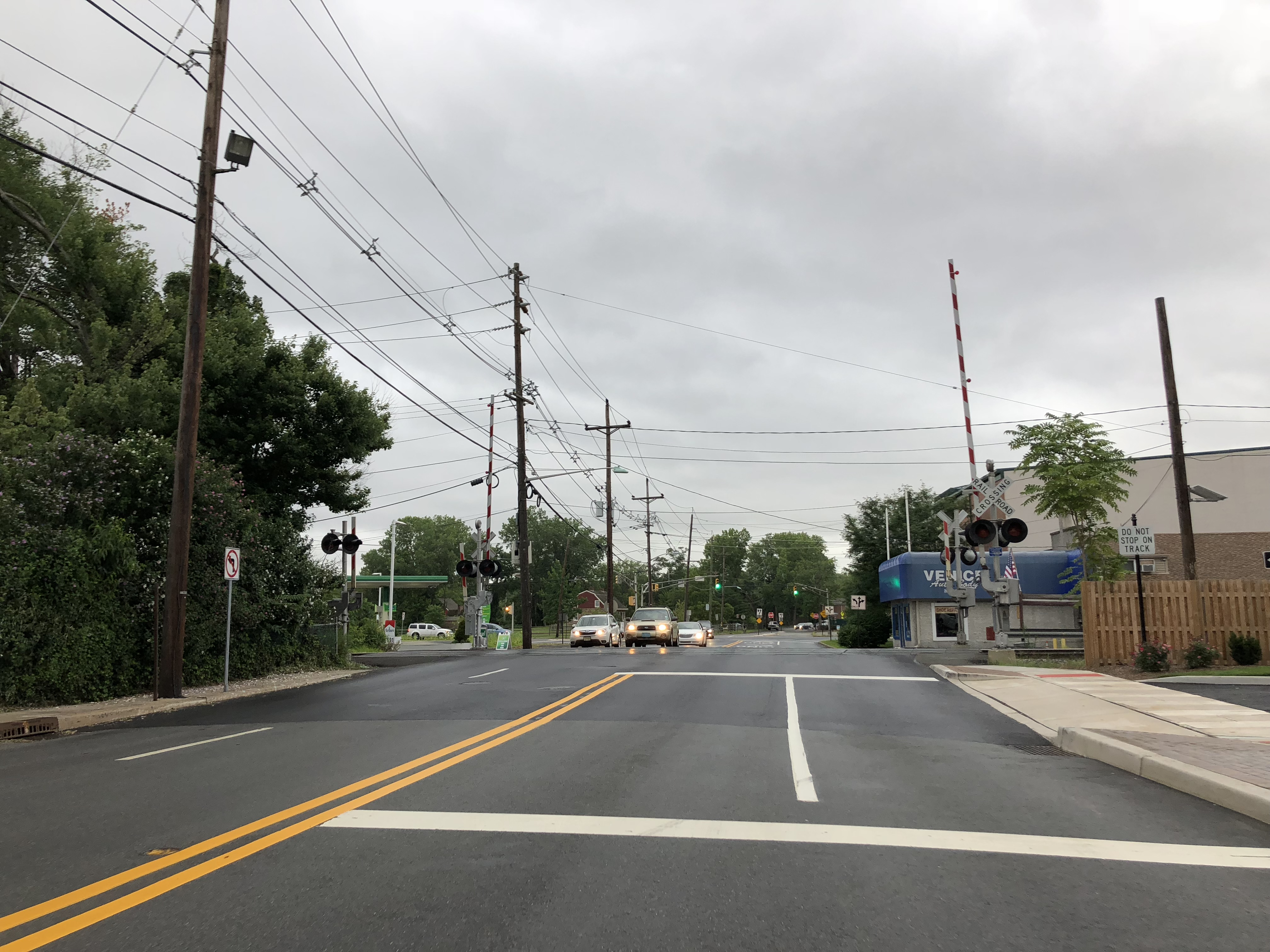
Main Street (Bergen County Route 503).

River Edge är en ort, borough, i Bergen County i delstaten New Jersey, USA. Befolkningen var 10 862 år 2006. River Edge ligger i nordöstra New Jersey och gränsar till bland annat Paramus och New Milford.River Edge tillhör New Yorks storstadsregion och ligger 10 minuter från Manhattan.